# Pedroso (przystanek kolejowy)
Pedroso – przystanek kolei wąskotorowej FEVE w Narón, w Galicji, w Hiszpanii.
| Pedroso                        |  |                                 |
| Linia Ferrol – Gijón (14,0 km) |  |                                 |
| Sedesodległość: 2,7 km         |  | San Sadurniño odległość: 3,0 km |